# Bolesław Fac
Bolesław Fac (ur. 9 lutego 1929 w Międzychodzie, zm. 12 stycznia 2000 w Gdańsku) – polski poeta, prozaik, publicysta, z wykształcenia inżynier budownictwa okrętowego.

## Życiorys

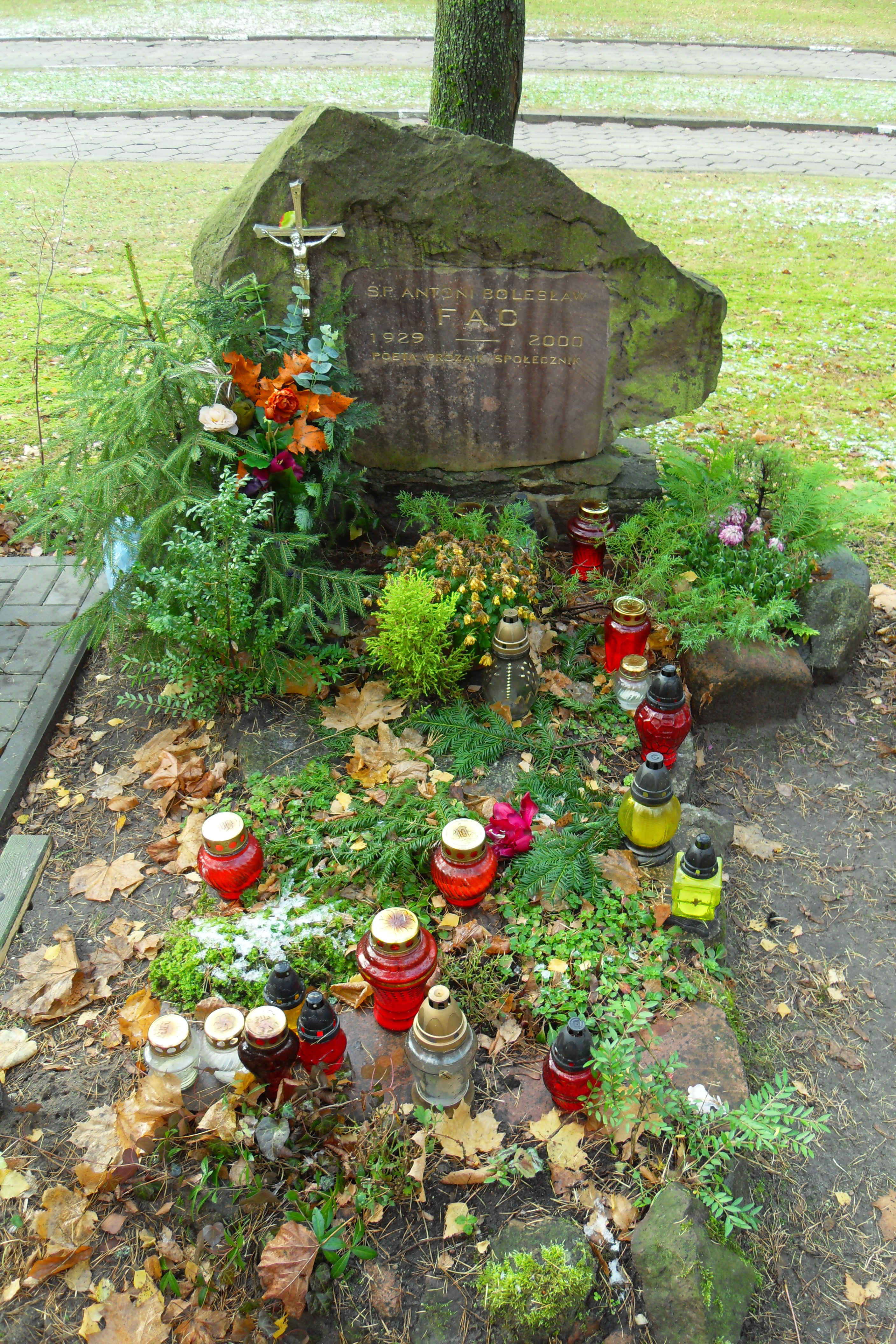
Grób na Cmentarzu Srebrzysko

Urodził się jako syn Alojzego Faca, urzędnika sądowego, oraz Rozalii z domu Duszyńskiej. Wychowywał się w Bydgoszczy, gdzie również uczył się w Miejskim Gimnazjum im. Mikołaja Kopernika. W 1947 roku zamieszkał w Gdańsku. W 1950 ukończył Conradinum. W tym samym roku zatrudniony został w Stoczni Gdańskiej im. Lenina. Od 1952 do 1954 studiował w Wieczorowej Szkole Inżynierskiej.
Debiutował w 1956 wierszami na łamach dwutygodnika studenckiego Kontrasty. Pierwszą książkę wydał trzy lata później. Animator życia literackiego i kulturalnego w Gdańsku. Współtwórca teatru studenckiego „Kontrapunkt”, Grupy Literackiej „Seledyn” (B. Justynowicz, A. Hęćko), kabaretu „Szkoła Grafomanów” (M. Stecewicz, B. Justynowicz, Jerzy Afanasjew). W swoim dorobku miał kilkanaście tomów wierszy, siedem powieści, sztuki teatralne, a także przekłady z niemieckiej literatury współczesnej.
Zmarł w Gdańsku, pochowany na cmentarzu Srebrzysko (rejon III, taras I, skarpa, grób 18).

## Twórczość

### Poezja
- Gotyk dźwięku (1959)[6],
- Definicje osobiste (1964)[7],
- Analogie (1966)[8],
- Ścinanie kani (1970)[9],
- Damroka (1973)[10],
- Oswojeni z tandetą (1973)[11],
- Odpust z frëpką (1974)[12],
- Faksymile (1977)[13],
- Wie sol man regieren (1980),
- Zegar w brzuchu Jonasza (1980)[14],
- Die qual ist verschüt (1983),
- Królowanie kaszubskie (1984)[15],
- Sina jesień (1984)[16],
- Wspólne zmartwienia (1987)[17][18],
- Sztuka przemilczeń (1988)[2],
- Rozmowy o zmierzchu (1991)[19],
- Gedichte (1995)[20],
- Doniesienia dochodzenia (1999)[21]

### Proza
- Ucieczka niedaleko (1963)[22],
- Na pamięć (1976)[23],
- Na widoku (1979)[24],
- Rzeźnia Maksa Heroda (1981)[25],
- Misja specjalna (1982)[26],
- Aureola, czyli powrót do Wrzeszcza (1990)[27],
- Jesienny obłok jeziora (1996)[28],
- Mroczne uciechy wojny (1999)[29]

### Inne
- Zakonnica dla księcia (1977)[30],
- Trzy eseje (1998)[31],
- Günter Grass, przyjaciel z ulicy Lelewela (1999)[32]

## Nagrody
- Nagroda bydgoskiej „Wiosny Poetyckiej” za wiersz Skarga byłego Wolnego Miasta Gdańska (1962)[33]
- Nagroda Miasta Gdańska w Dziedzinie Kultury (za 1991)[34]

## Upamiętnienie
Od 1991 roku odbywa się Konkurs Literacki Miasta Gdańska. Bolesław Fac jest patronem tego konkursu od 2000. 